# Denis Marti
Denis Marti (né le 4 octobre 1972) est un acteur et réalisateur de films pornographiques italien. Il a participé à près de 400 films et en a réalisé plus de 50.

## Biographie
Il nait à Nuoro, en Sardaigne.Son vrai nom est Gianfranco Coizza. Il débute dans l'industrie du film pornographique aux alentours de 1998 en Espagne. Il vit ensuite à Prague et travaille maintenant à Los Angeles. En 2002, il gagne le FICEB Ninfa Award dans la catégorie Best Supporting Actor pour le film Sex Maniaco (International Film Grup),.

## Filmographie

### En tant qu'acteur
- Coatta (1998)
- 7 Uomini Dentro di Me (1999)
- Succhiami l'Uccello e Apriti il Culo (1999)
- Troia la Mamma Troia la Figlia (1999)
- Ani Dilatati (2000)
- Chi Dorme Non Piglia Fregna (2000)
- Corso di Sopravvivenza (2000)
- Posta Intima di Fabiana (2000)
- Sesso a Pagamento (2000)
- Sessuologa (2000)
- Ti Presento... Mio Fratellino (2000)
- Army Nurse (2001)
- C'era una volta al Grand Hotel (2001)
- Donne allo Specchio (2001)
- Mafia Odio e Sesso (2001)
- Roma (2001)
- Schiava dei Sensi (2001)
- Gigolo (2002)
- Incesti Anali di Sorelle e Cugine (2002)
- Mind Trip (2002)
- Un Gioco Pericoloso (2002)
- Arma Rettale 1 & 2 (2003)
- Caldi Ricordi a Bologna (2003)
- Canibales Sexuales 1 (2003)
- Darx (2003)
- Gothika (2003)
- Piacere E Tutto Mio (2003)
- Private Life of Lea De Mae (2003)
- Private Life of Rita Faltoyano (2003)
- Prof. di Anatomia (2003)
- Trust (2003)
- Venere in Pelliccia (2003)
- Canibales Sexuales 2 (2004)
- Desiderio (2004)
- Hot Rats (2004)
- Private Life of Jane Darling (2004)
- Private Life of Stacy Silver (2004)
- Service Animals 16 (2004)
- Mind Trips (2005)
- Triple Hexxx (2005)
- I Love Katsumi (2006)
- Hot Rats 2 (2007)
- I Love Silvia Saint (2007)
- Piacere Claudia (2007)
- Senza Scelta (2007)
- Butterfly: intrigo e potere (2008)
- Donne d'Onore (2008)
- Good Will Humping (2008)
- Greta Inarrestabile Furia (2008)
- Luna Stern: La prima volta con un uomo (2008)
- Odore dei Soldi (2008)
- Vampiro e le Succhione (2008)
- Sottomessa: racconto di una segretaria (2009)
- Superpoliziotta (2009)
- Vedova (2009)
- Jeunes et deja veuves (2010)
- Mere et sa fille (2010)
- Simply Roberta (2010)
- Slutty and Sluttier 12 (2010)
- Julia Ann (2011)
- Donne Eleganti in Cerca di Avventure (2012)
- Irrefrenabili Voglie di Marika (2012)
- Irresistibili Provocazioni (2012)
- Tettone Fuori Misura (2012)
- Scopriamo Giada (2013)

### En tant que réalisateur
- Professianals 1 (2003)
- Professianals 2, 3, 4, 5 & 6 (2004)
- Professianals 7, 8 & 9 (2005)
- Professianals 10 (2006)
- Dietro da Impazzire 8 (2007)
- GM Affair (2008)
- Greta Inarrestabile Furia (2008)
- Mad Sex Party: Bachelorette Party (2008)
- Mad Sex Party: Factory Fuckers (2008)
- Mad Sex Party: Gazebo Gobblers (2008)
- Mad Sex Party: Private Pool 1, 2, 3 & 4 (2008)
- Professianals 11 (2008)
- Mad Sex Party: The Loft Party (2009)
- Maliziose (2009)
- Sottomessa: racconto di una segretaria (2009)
- Simply Roberta (2010)
- Donne Eleganti in Cerca di Avventure (2012)
- Irresistibili Provocazioni (2012)